# 1880-as zágrábi földrengés
Az 1880-as zágrábi földrengés más néven nagy zágrábi földrengés a Mercalli-skála szerint 8-as, a Richter-skála szerint 6,3-as erősségű volt, melynek epicentruma a Medvednica térségében volt. A földrengés számos épületet tönkretett Zágrábban. Ketten meghaltak (Stanić litográfus és Lavoslav Smetana banktisztviselő), 29-en pedig súlyosan megsérültek. Sokan elmenekültek vagy Bécsbe, Grazba, Mariborba, Celjébe, Ljubljanába és Triesztbe költöztek.

## A földrengés
A zágrábi meteorológiai állomás adatai szerint a földrengés 1880. november 9-én, kedden 7 óra 33 perc 50 másodperckor történt. A földrengést követő első 24 órában 3800 utasjegyet adtak ki a zágrábi központi pályaudvaron. A legnagyobb sokk után több kisebb intenzitású földrengés következett. 1881 áprilisáig 185 utórengést jegyeztek fel. Azokat a lakosokat, akiknek a háza megrongálódott a Zrinjevac és a mai Klaićeva utca környékén erre a célra épített laktanyákban helyezték el. A földrengés következményeinek kezelése érdekében a város külön bizottságot hozott létre, amely jelentésében a következőket írta:
|  | „A templomokat, a kápolnákat és a nagy állami épületeket nem számítva 485 házat rongált meg a földrengés olyan mértékben, hogy a javítási költségek jóval meghaladják e házak éves bevételét. További 462 ház olyan mértékben megrongálódott, hogy e házak bruttó bevételének több mint 40 százalékát a javításukra fordítják. 451 ház szenvedett kevesebb kárt. Zágrábban összesen 1758 ház sérült meg, nem számítva azokat a házakat, amelyeket nem jelentettek be a bizottságnak. A megrongálódott házak helyreállítására legalább kétmillió forintot kell majd fordítani.” |
|  | |

Marijan Herak szeizmológus azt állítja, hogy az akkori anyagi kár 50 millió koronához mérhető, ami az akkori éves állami költségvetés fele volt. Ferenc József császár és király 20 000 forintot adományozott ebből az alkalomból, de ez csak néhány ház újjáépítésére volt elég. Az áldozatoknak nyújtott pénzügyi segélyek Európa-szerte érkeztek. A legtöbb hozzájárulást Ausztria-Magyarországon fizették be, de Koppenhágában, Isztambulban, Cardiffban, Londonban, Párizsban, Bernben, Szófiában, Alexandriában is gyűjtöttek pénzt, és XIII. Leó pápa is küldött segítséget.

## Az újjáépítés
A nagy károk ellenére a legtöbb zágrábi épület felújítása 1880 karácsonya előtt befejeződött. Ez alól kivételt képeznek a templomok és bizonyos középületek, amelyeket a következő néhány évben újítottak fel.
A régi zágrábi székesegyház annyi kárt szenvedett, hogy alapos felújításra szorult. A földrengés beomlasztotta a katedrális boltozatait, összetörte az oltárokat, áttörte a padlót és megrongálta a harangtornyot. A felújítás Hermann Bollé kölni építőmester vezetésével 1906-ig tartott. Hasonló volt a helyzet a Kaptolon álló Szent Ferenc, és a földrengés epicentrumához közel fekvő, rendkívül súlyos károkat szenvedett Remetei Istenanya templomával. A zágrábi Mirogoj árkádjai, amelyeket akkor még csak éppen elkezdtek építeni, szinte egyáltalán nem sérültek meg, ami egyfajta bizonyítéka volt építészük, Herman Bollé munkásságának minőségére.
A földrengés fontos fordulópont volt Zágráb várostervezésében és építészettörténetében. Hermann Bollét nevezték ki a szakrális és profán épületek főrestaurátorává. Több száz építőmunkást vettek fel Szlovéniából és Ausztriából. Különösen az alsóváros bővült, a Jelačić bán tér új külsőt kapott, kereskedelmi és közlekedési csomóponttá vált. A súlyosan megrongálódott régi színház helyére új színházépületet emeltek. 1890-re mintegy 700 új épületet emeltek a városban. Az uralkodó stílus a historizmus volt, különösen a neoreneszánsz és a neobarokk, Bollé műveiben pedig a neogótika is. A felső és alsó városok összekötésére lépcsőket és siklót építettek, valamint több parkot is kialakítottak. Számos hazai és külföldi város nyújtott támogatást az újjáépítési erőfeszítésekhez.
Zágrábnak a földrengés évében körülbelül 30 000 lakosa volt, de újjáépítése után nagymértékben megnövekedett a lakosság száma, 1890-ben már 39 000 ember élt itt. Ennek eredményeként több iskola épült, és megépült a főpályaudvar. Bővítették a vízhálózatot, sok utcát, járdát leaszfaltoztak, patakokat íveltek át hidakkal. A város gazdasági fellendülést élt át.
A felújított székesegyház Zágráb jelképévé vált, de Zágráb számos új palotát, parkot és szökőkutat is kapott.

## Utóhatása
A földrengés világossá tette, hogy a szeizmikusan nyugodtnak számító Ausztria-Magyarországon is előfordulhatnak erős földrengések. A természeti katasztrófa ügyében alapos vizsgálatot rendeltek el, a károkat több fotós is dokumentálta. A jelenség megértésének társadalmi jelentőséget tulajdonítottak, és megkezdődött a földrengések szisztematikus tanulmányozása. A kutatásban úttörő szerepet játszott a Jugoszláv Tudományos és Művészeti Akadémia és Andrija Mohorovičić Meteorológiai Obszervatóriuma, amelyből a híres Zágrábi Szeizmológiai Iskola alakult ki. A bécsi és pesti tudományos akadémia két szakértőt küldött a földrengés kivizsgálására, akik monográfiákat írtak a témáról.

## Érdekességek
- Míg a zágrábiak közül sokan - már akik megengedhették maguknak - a Monarchia más városaiba mentek, a romok helyreállítására a szegényebbek maradtak, hogy legalább néhányan tető alatt várhassák a telet. Köztük volt a neves horvát író, August Šenoa is, aki városi szenátorként a bajba jutott embereken segített, és a hidegben tüdőgyulladásban megbetegedett. A komplikációk és a törékeny egészségi állapot miatt az író 1881-ben meghalt.

- Đuro Pilar is átélte a nagy zágrábi földrengést, és ez késztette arra, hogy szeizmológiát tanuljon, ami a Föld folyékony belsejével és vékony szilárd kérgével kapcsolatos munkájához vezetett.

- Krakkóban a földrengés áldozatai megsegítésére jelent meg a „Krakkótól Zágrábig” című könyv, Lvivben pedig a „Za Zagreb” című könyv. E művek eladásából származó bevételt 1881-ben juttatták el Zágráb polgármesterének.

- A Horvát Tudományos és Művészeti Akadémia Ivan Standl fotóst bízta meg, hogy Zágrábban és környékén fotózza le a sérült épületeket.[6]

## Fordítás
Ez a szócikk részben vagy egészben  a    Potres u Zagrebu 1880. című horvát Wikipédia-szócikk ezen változatának fordításán alapul.  Az eredeti cikk szerkesztőit annak laptörténete sorolja fel. Ez a jelzés csupán a megfogalmazás eredetét és a szerzői jogokat jelzi, nem szolgál a cikkben szereplő információk forrásmegjelöléseként.